# コインロッカー・ベイビーズ
『コインロッカー・ベイビーズ』は、村上龍の長編小説。野間文芸新人賞受賞作品。

## 概要
1980年（昭和55年）10月28日、講談社より上下巻の単行本として刊行された。
当時起こったコインロッカー幼児置き去り事件を題材とし、生後間もなくコインロッカーに捨てられ、その後蘇生したキクとハシによる、都市への復讐を描いた小説である。1981年（昭和56年）の第3回野間文芸新人賞を受賞した。
1981年（昭和56年）8月、FM東京にてラジオドラマが放送され、2016年（平成28年）には舞台化作品が上演された。

## あらすじ
1972年（昭和47年）7月12日、駅のコインロッカーに遺棄されていた乳児が発見された。乳児院で「関口菊之」と名付けられたこの子供は、仲間に「キク」と呼ばれるようになる。同じ院にいた溝内橋男、通称「ハシ」と交友を結ぶようになる。
小学校入学を来年に控えた夏、二人はまとめて西九州の離島の桑山家に引取られる。かつて炭鉱で栄えた島の廃墟を探検していた二人は、廃墟の映画館に住むオートバイ乗りの男「ガゼル」と出会う。ガゼルは映画館で自ら上映した小笠原諸島の映画を見ながら「ダチュラ」と呟き、その後キクに、「人を片っぱしから殺したくなったらこのおまじないを唱えるんだ」と言い、この「ダチュラ」という言葉を教える。
高校一年生の秋、ハシは母親を探すと言い、置手紙を残して東京へ出奔した。半年経った1989年（平成元年）の夏、キクは養母の和代と共にハシを探す東京への旅行に出るが、和代は東京で体調を崩し、死亡する。キクは島へ戻ることを拒み、思い出した「ダチュラ」の意味を調べ始める。本屋で店員の協力を得て、ダチュラが米軍の開発した、まれに見る凶暴性を発現させる神経兵器の名であり、かつて精神高揚剤にも使われていたことを知る。
代々木公園のアンツーカー施設で棒高跳びの練習をしていると、運動靴のコマーシャルフィルムの撮影が始まり、キクは背景として出演を依頼される。キクは花嫁衣装を着たモデルの少女、「アネモネ」と話をする。キクは彼女を連れ、鉄条網に囲まれた立入禁止の区域・薬島へ、ダチュラを探しに向かう。フィリピン人のタツオに手助けされてアネモネと薬島に潜り込んだキクは、ハシとの再会を果たす。ハシは長く髪を伸ばし、化粧をしていた。ハシは「僕はホモなんだよ」と言い、ミスターＤという男に見込まれもうすぐ歌手としてデビューするのだと話す。
キクはアネモネの本棚にあったスキューバ・ダイビング愛好者の雑誌の記事にあった事件から、小笠原諸島カラギ島のウワネ海底洞窟にダチュラが沈められていることを悟る。キクはアネモネに、ダチュラで東京を廃墟にする計画を打明け、彼女が会員権を持つヘルス・クラブでダイビングの練習を始める。
ハシを売り出したミスターDはドキュメンタリー番組でハシと再会させるため、「便利屋」の男にハシの母親の居所を探させ、沼田君枝という女が1972年の夏に横浜市内のコインロッカーに嬰児を遺棄したことを突き止める。しかしハシは東京へ飛び出してきた手掛かりとなった本の老作家に会い、自分の母親は一昨年に死んでおり、君枝はキクの母親であることを知る。キクはミスターDの計画を阻止しようとアネモネの部屋を飛び出し、ハシにその事実を告げられると、タツオから預かっていた拳銃で君枝を射殺した。キクは多くの人間の同情を買い、懲役5年の刑を科せられた。少年刑務所でキクは、山根、中倉、林らと知り合う。
アネモネはマンションをはじめとする財産を処分して2億円を超える金を作り、モデルの契約も破棄し、キクのいる少年刑務所へ向った。その途中、サービスエリアで出会った運転手に煽り運転をされ、アネモネの飼っていたワニのガリバーは路上に放り出されて轢死する。
その頃、ハシのレコードは驚異的に売れており、ハシはニヴァと結婚していた。
函館に着いたアネモネと面会した際にキクは、訓練の実習航海に出る際に船を陸路で追ってほしいと伝える。やがて実習航海が始まり、途中、遭難したタイの密漁者を救助した際、中倉は拳銃をその男から手に入れる。
やがて台風が来たため、実習生たちは宮城県の睦郡港の倉庫に避難する。そこへ密漁船を救助した訓練生のインタビューのためにテレビ局のスタッフたちがやってくる。インタビューの最中、山根が突如として暴れ出し、警官ら数名を素手で殺害した。中倉が人質をとって警官たちを拳銃で脅迫し、キクと林と共に脱走する。3人は凶悪脱走犯として全国へ手配されたが、無事にアネモネと合流し、台風の過ぎ去った海をパワーボートでカラギ島へと向った。
カラギ島へ着きウワネ岩礁の海底洞窟へと潜ったキクたちはダチュラを発見するが、そのとき中倉がミノカサゴに刺され、口からレギュレーターを外したために凶暴化する。林をナイフで刺殺した中倉を、キクは水中銃で射殺した。その後キクはダチュラを引き上げ、近くの島に住む老人の助けを借りて、アネモネと共にヘリコプターで東京へと戻る。アネモネの運転するオートバイに乗り、走りながらダチュラを東京へと撒いた。
一方でハシは、ニヴァを殺さなければならないという強迫観念に駆られ、ナイフで刺して病院へ収容されていた。そこへダチュラで凶暴化した患者が運び込まれ、騒動に乗じてハシは脱走する。街はキクたちの撒布したダチュラによって無人の廃墟と化しており、自分もまた毒を浴びたハシは、叫び声を上げて暴力的な衝動に抗する。やがてその叫び声は歌へと変っていった。

## 登場人物
キク（関口菊之）
主人公の少年。1972年（昭和47年）7月12日、駅のコインロッカーに遺棄された。棒高跳びが得意。
ハシ（溝内橋男）
1972年（昭和47年）7月19日、国電根岸線の関川駅コインロッカー三〇九番に遺棄される。歌の才能をミスターDに見出された。
アネモネ
数社と契約を結び、モデルとして働いている少女。高校を中退している。「ガリバー」と名付けた3メートル以上の鰐を飼っている。
ガゼル
キクたちが引き取られた西九州の島の廃墟に住む男。1987年の夏、オートバイで崖から転落死した。
タツオ・デ・ラクルース
薬島に住むフィリピン人の少年。セブ市から1969年に来日したバンドマンとダンサーの父母から1971年の冬に生れた。中学生になった年の夏、家の押し入れから拳銃を発見し、事件を起して児童救護院へ送致されたが脱走。手製銃を作り逮捕される。少年院を出た後、一時は自衛隊を志願したが諦め、薬島で暮らし始めた。
ミスターＤ
ハシのスポンサー。レコード制作会社を経営している。同性愛者で、清掃会社のアルバイトをしていたハシを見つけて買春した際、彼を見込んで歌手として送り出した。脂肉を食べると女を抱くこともできる。「歌を歌う男」の発掘にかけては天才的で、脂肉を食べてから街を歩き、なおも魅力的に見える男に声を掛けることで発掘している。
ニヴァ
ミスターＤが手配したハシのスタイリスト。38歳。癌の手術で両乳房を摘出している。ハシと結婚した。
山根素彦
少年受刑者。金属のように滑らかで白い肌の大男。集団乱闘の際に正拳で4人を殺害した。
中倉
少年受刑者。肉料理屋の店員だったが、訪ねてきた祖母の顔を見て笑った先輩を注意しようと包丁で突いたところ突き刺さり、殺人となって収監された。
林
少年受刑者。床屋に強盗に入り、大声を上げた年寄りの首を絞めて殺害した。

## 評価・分析
秋山駿は、「この小説は、コインロッカーに赤ん坊の死体発見の相次ぐ頃、思いつかれたものであろう。私はそこがいいと思う。こういう現代的生存の特徴的な急所を（しばしば犯罪の形が先行するもの）、真なる一つの想像力の発案として、小説世界に挑むということ。それが現代文学の前衛の場所のはずだが、そんなことを本当に試みている作家は寡い」と評した。
住吉雅子は、コインロッカーに捨てられた「ベイビー」を、「倫理観などを差し置いた経済最優先の社会に生じた歪の象徴」とし、「二人は自分が何者なのかを希求した先に都市への復讐を果たすことで「コインロッカー・ベイビーズ」という主体を獲得したのである」と分析している。
吉本隆明は、ハシやキクのような胎児や嬰児を純粋理念上に存在させるとすれば「こういう胎児または嬰児は、やがて同性愛的な傾斜をもつようになるだろう」「何らかのきっかけさえあれば、被害妄想、追跡妄想をこうじさせて、フロイトが古典時代にパラフレニーと名づけたものの病像をたどるだろう」とし、「この作品に捨て難い魅力があるとすれば、作品の主人公たちの織りなす物語が、胎児あるいは嬰児の時期に母性的なものとの接触を決定的に障害された人間がたどる純粋理念的な必然を、いわばありあまるほど豊饒で狂暴なイメージの情欲として展開しているからだとおもえる」と評した。
村上春樹は、小説の構成として本作は「最初にある種の状況を設定して、少しずつふり幅を大きくしながら、最後まで突っ走っていくやり方」で執筆されたとし、「そのバイブレーションの危険性というのは、個人的な感性的、生理的バイブレーションを、どこまで普遍化できるかってことだと思うんだけど、村上龍の場合はその危うい境界線をパワーでグッと押し切ったわけで、これは凄いよね。本当に尊敬しちゃう」と絶賛した。

## 本作の経緯
キティ・フィルムの多賀英典社長が出資し、山本又一朗がプロデューサー、脚本を村上龍、監督が長谷川和彦という座組みで映画を創ろうという企画が持ち上がった。村上龍は長谷川のために5本の脚本を執筆した。その中に、後の『コインロッカー・ベイビーズ』の原型となったものが含まれていたが、いずれも長谷川は却下した。多賀は、「長谷川が村上龍を僕に紹介し、村上の脚本で行くとなっていたのですが、長谷川が全部ボツにしてレナード・シュレイダーと組んで『太陽を盗んだ男』をやることになったのです。」と証言している。

## 書誌情報
- 『コインロッカー・ベイビーズ』上下巻（1980年、講談社）
- 『コインロッカー・ベイビーズ』〈講談社文庫〉上下巻（1984年、講談社） - カバー絵・小山佐敏、解説・三浦雅士。
- 『村上龍自選小説集 4 (破壊による突破)』（1997年、集英社）
- 『コインロッカー・ベイビーズ』〈講談社文庫〉新装版（2009年、講談社） - カバー絵・佐藤亮太、解説・金原ひとみ。

### 翻訳
朝鮮語
- V.Grivnina訳『코인로커 베이비스』1、2（1994年、도서출판 삼문）

英語
- 『コインロッカーベイビーズ／ＫＯＩＮ　ＬＯＣＫＥＲ　ＢＡＢＩＥＳ 英語版』（1996年、講談社インター）
- Stephen Snyder訳『Coin locker babies』（1998年、Kodansha International）
- Stephen Snyder訳『Coin locker babies』（2013年、Pushkin）

フランス語
- Corinne Atlan訳『Les bébés de la consigne automatique』〈J'ai lu, 5024〉（1996年、Éditions J'ai lu）
- Corinne Atlan訳『Les bébés de la consigne automatique』（1996年、Philippe Picquier）

ロシア語
- 『Дети из камеры хранения』（2003年、Амфора）

ルーマニア語
- Florin Oprina訳『Copii de aruncat』〈Biblioteca Polirom〉（2005年、Polirom）

トルコ語
- H. Can Erkin訳『Emanet dolabı bebekleri』〈Dünya edebiyatı, Roman〉（2008年、Doğan Kitap）

ポーランド語
- Małgorzata Dutka訳『Dzieci ze schowka』〈Lemur〉（2009年、Świat Książki）

中国語
- 欒殿武訳『寄物櫃嬰兒』（2010年、上海譯文出版社）

スペイン語
- Pilar Álvarez Sierra訳『Los chicos de las taquillas』〈[Precursores] ; 6〉（2010年、Escalera）

ブルガリア語
- Мая Милева訳『Децата от гаровия сейф』〈Отвъд〉（2013年、Жанет 45）

ドイツ語
- Ursula Gräfe訳『Coin Locker Babys』（2015年、Septime-Verlag）

## ラジオドラマ
1981年8月、FM東京にてラジオドラマが放送された。監督：村上龍、ハシ：沢田研二、音楽：笹路正徳。モチーフにローリングストーンズの「We Love You」が使われた。

## 舞台

### 2016年版
同名タイトルの舞台化作品が、2016年6月から7月に赤坂ACTシアター、福岡市民会館、広島文化学園 HBGホール、オリックス劇場で上演された。主演はA.B.C-Zの橋本良亮と河合郁人。本作の舞台化は2001年から考えられていたが、脚本・演出を担当した宝塚歌劇団所属の木村信司が当時、宝塚歌劇団では絶対にできない一番遠い作品を書いてみようとチャレンジした作品であり、十数年経ってようやく村上龍に話が通り、「ぜひやってほしい」と実現に至ったものである。
真田佑馬および芋洗坂係長は劇中でそれぞれ5役を演じ分けている。

#### 上演日程（2016年版）
- 2016年6月4日 - 19日、東京・赤坂ACTシアター
- 2016年6月24日 - 25日、福岡・福岡市民会館大ホール
- 2016年6月29日、広島・広島文化学園HBGホール
- 2016年7月2日 - 3日、大阪・オリックス劇場

#### キャスト（2016年版）
- ハシ - 橋本良亮[10]
- キク - 河合郁人[10]
- アネモネ - 昆夏美[12]
- ニヴァ - シルビア・グラブ[12]
- 真田佑馬
- 芋洗坂係長
- プロデューサー・D - ROLLY [14]

#### スタッフ（2016年版）
- 原作 - 村上龍
- 脚本・演出 - 木村信司（宝塚歌劇団）[12][15]
- 音楽 - 長谷川雅大
- 振付 - 麻咲梨乃、KAZUMI-BOY
- 美術 - 大田創
- 衣裳 - 有村淳
- 照明 - 勝柴次朗
- 音響 - 鈴木宏
- ヘアメイク - 川端富生
- 舞台監督 - 南部丈
- 主催 - TBS、PARCO、TSP
- 企画協力 - 新音楽協会
- 製作 - PARCO

### 2018年版
2018年7月から8月に赤坂ACTシアター、豊中市立文化芸術センター、オーバード・ホールで上演された。主演はA.B.C-Zの橋本良亮と河合郁人。初演当時に橋本と河合が抱いた「お互いの役に挑んでみたい」という思いが実現し、公演日によって2人がそれぞれハシとキクを演じるというダブルキャスト形式で上演された。

#### 上演日程（2018年版）
- 2018年7月11日 - 29日、東京・赤坂ACTシアター
- 2018年8月11日 - 12日、大阪・豊中市立文化芸術センター大ホール
- 2018年8月18日 - 8月19日、富山・オーバード・ホール

#### キャスト（2018年版）
- ハシ - 橋本良亮
- キク - 河合郁人
- アネモネ - 山下リオ
- ニヴァ - シルビア・グラブ
- 秋山大河
- 福士申樹
- プロデューサー・D - ROLLY

#### スタッフ（2018年版）
- 原作 - 村上龍
- 脚本・演出 - 木村信司（宝塚歌劇団）
- 音楽 - 長谷川雅大
- 振付 - 麻咲梨乃、KAZUMI-BOY
- 美術 - 大田創
- 衣裳 - 有村淳
- 照明 - 勝柴次朗
- 音響 - 鈴木宏
- ヘアメイク - 川端富生
- 舞台監督 - 吉見裕司
- プロダクションマネージャー - 南部丈
- 製作 - TBS、PARCO、TSP
- 企画協力 - 新音楽協会

## 備考
- 1981年に『セーラー服と機関銃』で興行的な大成功を収めた相米慎二の次作として[19]、本作を原案として村上が脚本を担当し[19]、仮タイトル『空と一緒の朝』で製作が決定、と報じられたが実現しなかった[19]。